# Майкл Рампіно
Майкл Р. Рампіно — геолог і професор біології та вивчення навколишнього середовища в Нью-Йоркському університеті , відомий своїм науковим внеском у вивчення причин масового вимирання життя. 

## Творча біографія
Разом із колегами він розробив теорії про те, що періодичні масові вимирання тісно пов’язані з положенням Землі відносно галактики. «Сонячна система та її планети переживають катаклізми кожного разу, коли вони проходять «вгору» чи «вниз» через площину дископодібної галактики». "  Ці циклічні перерви на 30 мільйонів років є важливим фактором еволюції.  разом з іншими довшими 60-мільйонними та 140-мільйонними циклами, потенційно спричиненими мантійними плюмами всередині планети, висуваючи «Здається, що Земля має пульс»,  він також науковий консультант Інституту космічних досліджень імені Годдарда NASA (GISS) у Нью-Йорку.
Дослідження Рампіно були зосереджені в кількох сферах, включаючи: дослідження зміни клімату в різних часових масштабах; продукти та динаміку вулканічних вивержень та їхній вплив на глобальне навколишнє середовище;  і зв'язок зіткнень великих астероїдів і комет  і масивного повеневого базальтового вулканізму  з масовими вимираннями життя.
Його остання робота присвячена зв'язку між геологічними подіями та астрономічними процесами, включаючи зустрічі Землі з темною матерією в Галактиці.
Інтерес Рампіно до астробіології підтверджується текстом «Походження життя у Всесвіті», написаним у співавторстві з Робертом Джастроу (Cambridge University Press, 2008), а також новою книгою «Катаклізми: Нова геологія 21-го Століття» (Columbia University Press, 2017).
Рампіно отримав ступінь бакалавра. з Хантерського коледжу CUNY та ступінь доктора філософії. Доктор геологічних наук у Колумбійському університеті. Він був аспірантом у НАСА, Інституті космічних досліджень Годдарда в Нью-Йорку та Земній обсерваторії Ламонта-Догерті в Палісейдсі, Нью-Йорк, вивчаючи зміну клімату. Він 5 років працював асоційованим науковим співробітником Інституту Годдарда NASA, вивчаючи вплив вивержень вулканів на клімат, перш ніж обійняти нинішню посаду в Нью-Йоркському університеті. 
В Університеті Нью-Йорка Рампіно викладає популярний курс астробіології «Земля, життя та час» про еволюцію Всесвіту. У 2011 році він отримав нагороду «Золота дюжина» Нью-Йоркського університету. Він зіграв важливу роль у скликанні трьох конференцій Чепмена Американського геофізичного союзу на тему «Вулкани та клімат» у 1992 (Хіло, Гаваї), 2002 (Санторіні, Греція) та 2012 (Селфосс, Ісландія). ) і дві міжнародні зустрічі на тему «Малі тіла в Сонячній системі» в Марієхамні, Швеція (1994) і в Хіконі, Японія (1997). Він був запрошеним професором в Університеті Тохоку та Університеті Ямагучі в Японії, Університет Урбіно в Італії та Віденський університет в Австрії, а також викладач щорічної Літньої школи Урбіно з палеокліматології.
Дослідження Рампіно фінансуються НАСА, Міністерством енергетики США, Американським філософським товариством і Національним науковим фондом.

## Вибрані праці
- Rampino, M.R., et al., 2019a, “What causes mass extinctions of life?  Impact cataclysms, flood-basalt volcanism and ocean anoxia: Correlations and cycles”: Geological Society of America Special Paper 542, p. 271-302.
- Rampino, M.R., et al., 2019b, “End-Permian stratigraphic timeline applied to the timing of marine and non-marine extinctions”: Palaeoworld, doi.org/10.1016/l.palwor.2019.10.002
- Rampino, M.R., and Shen, S-Z., 2019, “The end-Guadalupian (259.8 Ma) biodiversity crisis: the sixth major mass extinction?” Historical Biology. doi.org/10.1080/08912963.2019.1658096
- Rampino, M.R., 2020, “Relationship between impact-crater size and severity of related extinction episodes”: Earth-Science Reviews, v. 201, no. 102990.
- Rampino, M.R., et al., 2020a. “Proxy evidence from the Gartnerkofel-1 core (Carnic Alps, Austria) for hypoxic conditions in the western Tethys during the end-Permian mass-extinction event”: Chemical Geology, v. 533, no. 119434
- Rampino, M.R., et al., 2020b. “A 27.5-million year underlying cycle detected in extinctions of non-marine tetrapods”: Historical Biology doi.org/10.1080/0891.2020
- Rampino, M.R., and Prokoph, A., 2020, “Are impact craters and extinction episodes periodic? Implications for planetary science and astrobiology”: Astrobiology, v. 20, p. 1-8.
- Rampino, M.R., and Caldeira, K., 2020, “A 32-million year cycle detected in sea-level fluctuations over the last 545 Myr”. Geoscience Frontiers, v. 11, p. 2061-2065.
- Rampino, M.R., et al., 2021a, “A pulse of the Earth: A 27.5-Myr underlying cycle in coordinated geological events over the last 260 Myr”: Geoscience Frontiers, v 12, no. 101245.
- Zhang, H., Rampino, M.R., et al., 2021, “Felsic volcanism as a factor driving the end-Permian mass extinction”. Science Advances, v. 7, no. eabh 1390 (2021).
- Rampino, M.R., 2022, “Does the Earth have a pulse? Evidence relating to a potential underlying ~26 to 36-million-year rhythm in interrelated geologic, biologic and astrophysical events”: Geological Society of America Special Paper 557, p. 347-369.
- Rampino, M.R., et al., 2022. “Reply detection of a 27.5-My cycle in extinctions of non-marine tetrapods in light of a similar cycle in marine extinctions and coordinated geologic events”. Historical Biology, v. 34, p  212-215.
- Rampino, M.R., Caldeira, K., and Rodriguez, S., 2023, “Cycles of ~32.5 My and ~26.2 My in correlated episodes of continental flood basalts (CFBs), hyper-thermal climate pulses, anoxic oceans, and mass extinctions over the last 260 My: Connections between geological and astronomical cycles”: Earth-Science Reviews (in press).